# Галанин, Тимофей Григорьевич
Тимофей Григорьевич Галанин (3 февраля 1927—2003) — советский передовик производства в судостроительной промышленности. Герой Социалистического Труда (1975).

## Биография
Родился 3 февраля 1927 года в деревне Смольники, Балахнинского района, Горьковская область в крестьянской семье.
В 1932 году в пятилетнем возрасте лишился родителей. В 1939 году закончил четыре класса Никитинской сельской школы. С 1941 года, с началом Великой Отечественной войны принимал участие в рытье оборонительных рубежей между реками Волга и Ока.
С 1944 года начал работать токарем-расточником на Горьковском заводе имени А. А. Жданова и работал более полувека. В 1966 году окончил вечернюю школу № 32 и поступил на трёхгодичные курсы мастеров.
6 апреля 1970 года «за успешное выполнение заданий 8-й пятилетки» Указом Президиума Верховного Совета СССР Т. Г. Галанин был награждён Орденом Ленина.
15 мая 1975 года Указом Президиума Верховного Совета СССР «за досрочное выполнение плана 9-й пятилетки» Тимофею Григорьевичу Галанину был удостоен звания Героя Социалистического Труда с вручением Ордена Ленина и золотой медали «Серп и Молот».
Принимал активное участие в общественной работе, избирался депутатом Горьковского областного Совета народных депутатов.
С 1993 года на пенсии. Умер 6 сентября 2003 года в городе Нижний Новгород. Похоронен на кладбище «Копосово-Высоково».

## Награды
- Медаль «Серп и Молот» (15.05.1975)
- Два Ордена Ленина (6.04.1970, 15.05.1975)